# Marten Rudelsheim
Marten ou Maarten Rudelsheim ou Rüdelsheim, né à Amsterdam  le 25 avril 1873 et décédé à Anvers le 10 septembre 1920, est un flamingant d'origine judéo-néerlandaise. 

## 1873-1914: avant la Première Guerre mondiale
Comme Louis Franck, Maurice Friedman, Nico Gunzburg, Salomon Kok, Lon Landau et Lode Oudkerk, Rudelsheim compte parmi ces nombreux juifs qui furent parfois d’aussi fervents partisans flamingants que de partisans du sionisme.  Il fut impliqué dans le mouvement flamand émancipatoire et, pendant la Première Guerre mondiale, prit activement part à l’activisme. 
Rudelsheim était né aux Pays-Bas comme fils d'un père juif et d’une mère néerlandaise.  En 1885, à l'âge de douze ans, lui et sa famille s'établirent à Anvers.  En tant que commerçants, ses parents appartinrent à une classe bourgeoise, prospère et juive. 
Déjà à l’Athénée anversois, Rudelsheim se révéla être un flamingant déterminé et parfaitement conscient de l’histoire et des causes sociales de la lutte d'émancipation et égalitariste du mouvement flamand.  Rudelsheim étudia les langues germaniques à l'université de Gand, où il obtint son doctorat.  En 1898, il acquit la nationalité belge. En 1900, il trouva un emploi à la Bibliothèque municipale d'Anvers. 
Dans sa correspondance, Karel van de Woestijne mentionne « un petit juif anversois » (Antwerpsch smousje), désignant ainsi Rudelsheim, qui fut alors correspondant d’un journal de La Haye, De Nieuwe Courant. En outre, Rudelsheim avait été collaborateur du Gulden Winckel.
En 1910, Rudelsheim et S. Samson, autre flamingant d’origine juive, fondèrent, à Anvers, la première école d’enseignement secondaire entièrement néerlandophone en Flandre. Il devient membre du cercle anversois De Scalden.

## 1914-1920: la Première Guerre mondiale et l'après-guerre
Au cours de la Première Guerre mondiale, Rudelsheim et Samson choisirent le camp des activistes, qui formèrent cette faction du mouvement flamand d'émancipation sociale et culturelle, qui défendit l’acceptation du soutien de l’Allemagne, afin de fonder un état indépendant flamand ; c’est alors qu’il devint membre du Conseil de Flandre.  Rudelsheim et Samson n’étaient d’ailleurs pas les seuls juifs sionistes ayant combattu autant pour un état flamand que pour un état juif.  Ainsi, des publications activistes furent financées par le diamantaire anversois Salomon Kok.  Rudelsheim agissait également pour la néerlandisation de l'université de Gand qui, dans une ville flamande et néerlandophone, subit à cette époque encore un régime francophone.  Lorsque le Conseil de Flandre proclama l'indépendance de la Flandre, le 22 décembre 1917, il se retira du Conseil, comme le firent Herman Vos et Antoon Jacob. 
La répression belge de l’après-guerre atteignit autant les flamingants juifs que les goyim.  On expulsa des activistes juifs comme Lode Oudkerk, Maurice Friedman, Hendrik van Praag, Saul de Groot (qui deviendra plus tard, sous le nom Paul de Groot, le grand dirigeant du Parti communiste des Pays-Bas) et Samson (de qui la précieuse bibliothèque fut saisie par les autorités belges).  Rudelsheim fut arrêté, condamné à dix ans d'emprisonnement en raison de l’aide apportée à l'activisme, et enfermé. En raison du manque de soins médicaux, il mourut, le 2 septembre 1920, dans la prison d'Anvers en présence de quelques autres prisonniers activistes.
Les nationalistes flamands l’ont, par la suite, considéré comme l’un de leurs plus grands martyrs.  L’écrivain flamand René De Clercq lui dédia ce poème : 
| Ter nagedachtenis van Dr. Marten Rüdelsheim | À la mémoire du dr. Marten Rüdelsheim (traduction littérale sans prétention littéraire) |
| --- | --- |
| Mij, kranken banneling, valt het nieuws op 't lijdensbed, Dat Rüdelsheim in staatsgevang gestorven is, Voor Vlaanderen. Helaas, zoo zullen velen sterven; En telkens wordt ons arme Vlaandren rijk begraven. O edele man, zoo fijn bezield met sterke gaven, Bewonderd heb ik u ten Raad wel honderdwerven. Gij spraakt, en wat in Holland onbedorven is, De Liefde tot het Recht, was u de hoogste wet. Tot voor uw rechters hebt gij kloek den eed herhaald Voor Vlaanderens zelfstandigheid. Daar voelden wij Eén man, eén woord, eén ziel, eén vrijheid, eén geweten. O Martelaren, over uwe graven straalt Het eerste nieuwe licht. Door u wordt Vlaandren vrij. Uw naam, o Rüdelsheim, zal Dietschland nooit vergeten. | Moi, l’exilé malheureux, j’apprends la nouvelle que, sur son lit de martyr, Rüdelsheim est décédé en prison d’état, Pour la Flandre. Hélas, nombreux seront ceux qui mourront ainsi ; Et, chaque fois, notre pauvre Flandre se fait enterrer, tout en étant riche. Ô, noble homme, animé de tant de talents forts, Je vous ai admiré au sein du Conseil ; bien cent fois. Vous parliez et, ce qui n’est pas encore pourri en Hollande, L’amour de la Justice, était pour vous la plus haute loi. Jusque devant vos juges, vous aviez courageusement répété le serment Pour l’indépendance de la Flandre. Là, on sentait Un homme, un mot, une âme, une liberté, une conscience. Ô Martyrs, au-dessus de vos tombes rayonne La première lumière nouvelle. Grâce à vous, la Flandre devient libre. Votre nom, Ô Rüdelsheim, ne sera jamais oublié par la nation thioise. |

Pieter Tack, le président de l'éphémère état indépendant flamand - un fait entre décembre 1917 et début novembre 1918 - fit encore en 1933 l’éloge de son ancien compagnon de route, qu’il considéra comme, à la fois, un grand Flamand et un grand Juif qui était toujours resté fidèle à « [...] sa race juive, de laquelle il réunissait harmonieusement les dons en sa personne [...] ».

## Ressources

### Sources et références
1. ↑  Lettre du 25 janvier 1906 à Van Dishoeck, écrite à Laethem-Saint-Martin ; Karel VAN DE WOESTIJNE.  Altijd maar bijeenblijven. Brieven aan C.A.J. van Dishoeck, 1903-1929 (édition par Leo JANSEN et Jan ROBERT), Letterkundig Museum (Musée littéraire), La Haye / Bas Lubberhuizen, Amsterdam, 1997, p. 68.
2. ↑  Paul BELIEN.  A Throne in Brussels. Britain, the Saxe-Coburgs and the Belgianisation of Europe, imprint-academic.com, 2005, p. 144.
3. ↑  Paul BELIEN.  A Throne in Brussels. Britain, the Saxe-Coburgs and the Belgianisation of Europe, imprint-academic.com, 2005, p. 158.
4. ↑  Paul BELIEN.  « Een mythe doorprikt: Vlaanderen als bakermat van racisme en antisemitisme », Secessie, Kwartaalblad voor de Studie van Separatisme en Directe Democratie, avril-mai-juin 2002, p. 28-29.
5. ↑  Paul BELIEN.  A Throne in Brussels. Britain, the Saxe-Coburgs and the Belgianisation of Europe, imprint-academic.com, 2005,  p. 166.
6. ↑  René DE CLERCQ.  De Noodhoorn. 2e éd., Tielt et Amsterdam, 1927, 98 p.  ; De Noodhoorn. 4e éd., Amsterdam, 1932, 160 p.  ; éd. du Noodhoorn publiées en 1940, 1943 et 1975, 186 p.
7. ↑  Paul BELIEN.  A Throne in Brussels. Britain, the Saxe-Coburgs and the Belgianisation of Europe, imprint-academic.com, 2005, p. 215.
8. ↑  « […] zijn joodse ras, waarvan hij de vele gaven in zich harmonisch verenigde, altijd trouw gebleven was [...]. »  Cité de Pieter TACK.  « Dr. Marten Rudelsheim », De Dietsche Gedachte, 5 novembre 1933.

#### De Rudelsheim
- (nl) RUDELSHEIM, Marten.  Eenige onuitgegeven gedichten van Marnix. Marnix' zelfcritiek [Quelques poèmes inédits de Marnix. L’autocritique de Marnix], TNTL 17, 1898, 116 ff.
- (nl) RUDELSHEIM, Marten.  « Lucas d'Heere » [sur le peintre et poète humaniste néerlandais/flamand], Oud-Holland, vol. XXI, no  2, 1903, p. 85-110.

#### Sur Rudelsheim
- (nl) Une brève biographie de Rudelsheim sur le site Internet du cimetière où il fut enterré.
- (nl) SCHMOOK, Ger.  « Uit Groot-Mokum gewerd ons een offervaardig Flamingant, Marten Rudelsheim: Amsterdam 1873-1920 » [Un flamingant ayant l’esprit de sacrifice nous fut envoyé d’Amsterdam], Koninklijke Vlaamse academie voor taal- en letterkunde, Verslagen en mededelingen, Gand, 1971. p. 80-146.
- (nl) VANDEWALLE, E.  « Een gedenkstuk voor Marten Rudelsheim » [Une pièce commémorative pour Marten Rudelsheim], Ons Erfdeel, 1972, no  4, p. 155-156.